# AERO Friedrichshafen

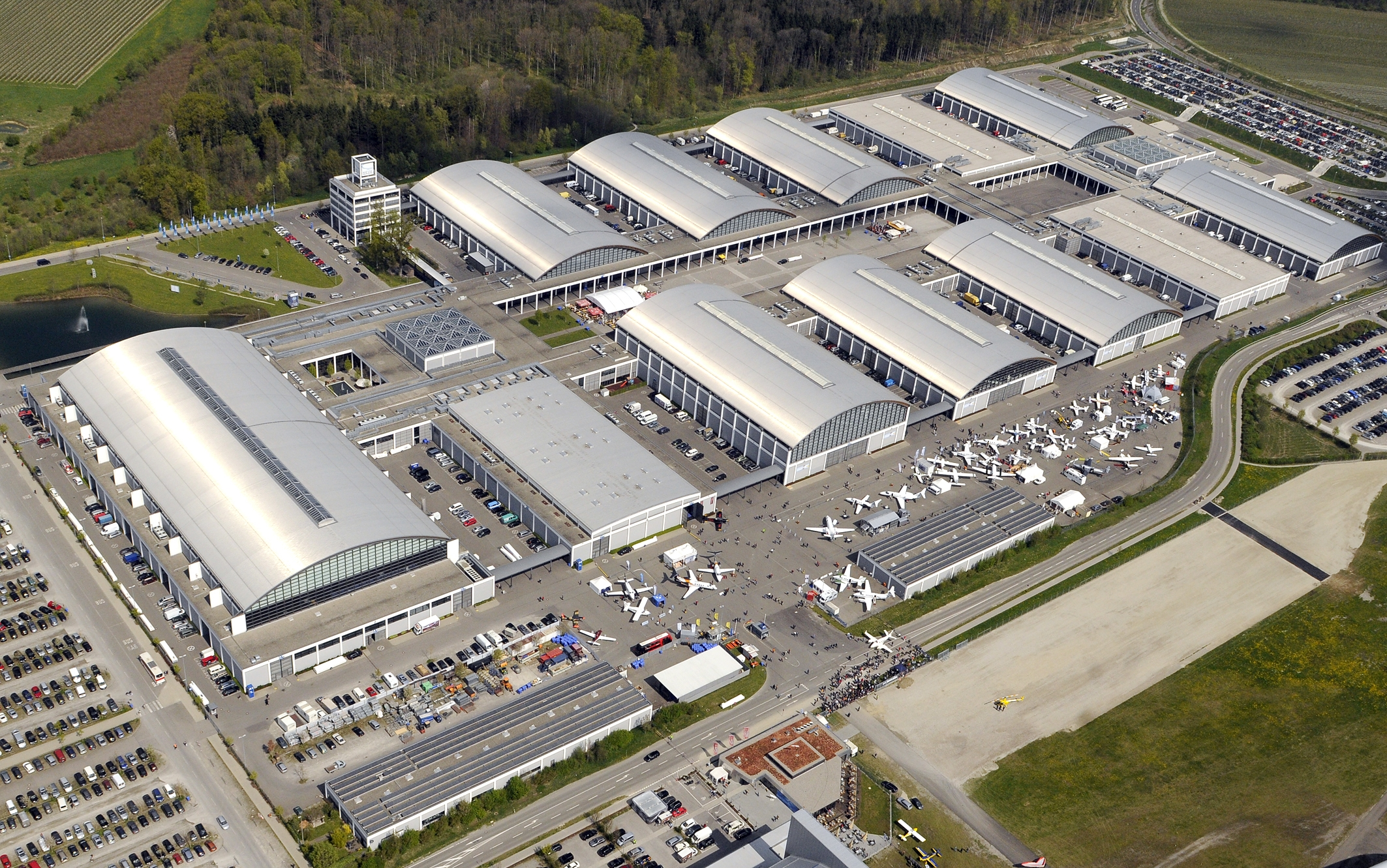
AERO en 2011

AERO Friedrichshafen es una exposición dedicada a la aviación general en Europa. Se lleva a cabo anualmente en abril en Friedrichshafen, Alemania.

## Historia
AERO se celebró por primera vez en 1977 en colaboración con la feria RMF (Rennsport/Motor/Freizeit; Carrera/Motor/Ocio). Inicialmente el evento ocurría cada dos años, pero en 1993 se convirtió en un evento independiente y se realiza anualmente desde 2009.
AERO se lleva a cabo en el centro de exposiciones de Friedrichshafen ubicado cerca del aeródromo de Friedrichshafen (OACI: EDNY), a orillas del lago de Constanza en Alemania.
Los fabricantes de motores y constructores europeos generalmente presentan sus nuevos productos en esta feria.
La feria atrae actualmente a más de 700 expositores y 35 000 visitantes al año.